# Компьютерная зависимость
Компьютерная зависимость — это форма поведенческой зависимости, которую можно описать как чрезмерное или неконтролируемое использование компьютера, которое сохраняется, несмотря на серьезные негативные последствия для личных, социальных или профессиональных функций.

## Симптомы
- Замена старых хобби чрезмерным использованием компьютера и использование компьютера в качестве основного источника развлечений.
- Недостаток физических упражнений и/или пребывания на открытом воздухе из-за постоянного использования компьютера, что может способствовать возникновению многих проблем со здоровьем, таких как ожирение.

## Возможные последствия
- Отсутствие личного социального взаимодействия.
- Потеря контроля и нарушение нормального функционирования, люди не успевают делать важные для себя дела.
- Размытие границы между реальностью и виртуальным миром.
- Синдром компьютерного зрения.

## Причины
Кимберли Янг указывала, что исследования связывают Интернет/компьютерную зависимость с существующими проблемами психического здоровья, а в первую очередь — с депрессией. Согласно корейскому исследованию Интернет/компьютерной зависимости от 2003 года, патологическое использование Интернета приводит к негативным последствиям для жизни, таким как потеря работы, распад брака, финансовым задолженностям и отставанию в учебе. Сообщалось, что 70% интернет-пользователей в Корее играют в онлайн-игры, 18% из которых имеют диагноз игровой зависимости. Авторы статьи провели исследование с использованием анкеты Кимберли Янг. Исследование показало, что большинство из тех, кто соответствовал требованиям Интернет/компьютерной зависимости, страдали от межличностных трудностей и стресса, а те, кто пристрастился к онлайн-играм, ответили, что они надеются избежать реальности.

## Происхождение термина, история, исследования
Наблюдения за зависимостью от компьютеров и, в частности, компьютерных игр относятся, к середине 1970-х годов. Зависимость и аддиктивное поведение были обычным явлением среди пользователей системы PLATO в Университете Иллинойса. Британский академик электронного обучения Николас Рашби в своей книге 1979 года «Введение в образовательные вычисления» предположил, что люди могут быть зависимыми от компьютеров и страдать от абстинентного синдрома. Этот термин также использовала М. Шоттон в 1989 году в её книге «Компьютерная зависимость». Однако Шоттон заключила, что «наркоманы» на самом деле не зависимы. Она утверждает, что зависимость от компьютеров лучше понимать как сложное и увлекательное времяпрепровождение, которое также может привести к профессиональной карьере в этой области. Компьютеры не превращают общительных экстравертов в отшельников; вместо этого они предлагают интровертам источник интеллектуального стимулирования. 
Термин стал более распространенным с появлением персональных компьютеров и Интернета.